# Wim van Est
Wim van Est (ur. 25 marca 1923 w Fijnaart – zm. 1 maja 2003 w Roosendaal) – holenderski kolarz torowy i szosowy, trzykrotny medalista torowych mistrzostw świata.

## Kariera
Pierwszy sukces w karierze Wim van Est osiągnął w 1949 roku, kiedy zdobył brązowy medal w indywidualnym wyścigu na dochodzenie zawodowców podczas torowych mistrzostw świata w Kopenhadze. W zawodach tych wyprzedzili go jedynie Włoch Fausto Coppi oraz Luksemburczyk Lucien Gillen. Na rozgrywanych rok później wywalczył srebrny medal w tej samej konkurencji na mistrzostwach świata w Liège, ulegając tylko Włochowi Antonio Bevilacqui. Ostatni medal zdobył na mistrzostwach świata w Mediolanie w 1955 roku, gdzie w swej koronnej konkurencji był trzeci za Guido Messiną z Włoch i René Strehlerem ze Szwajcarii. Wielokrotnie zdobywał medale mistrzostw Holandii, zarówno w kolarstwie torowym jak i szosowym, w tym 13 złotych. Startował również w wyścigach szosowych, wygrywając między innymi Bordeaux-Paryż w latach 1950, 1952 i 1961, Ronde van Vlaanderen w 1953 roku oraz Ronde van Nederland w 1954 roku. Nigdy nie wystąpił na igrzyskach olimpijskich.